# Gorno Nerezi
Gorno Nerezi é uma aldeia localizada no município de Karpoš, na República da Macedônia do Norte.